# Acanthella sprucei
Acanthella sprucei är en tvåhjärtbladig växtart som beskrevs av Joseph Dalton Hooker. Acanthella sprucei ingår i släktet Acanthella och familjen Melastomataceae. Inga underarter finns listade i Catalogue of Life.